# Ікітеллі-Санаї (станція метро)
41°04′17″ пн. ш. 28°48′13″ сх. д. / 41.071267034737° пн. ш. 28.803628981832° сх. д.
Ікітеллі-Санаї (тур. İkitelli Sanayi) — станція лінії М3 та лінії М9 Стамбульського метрополітену. Рух лінії М3 відкрито 14 липня 2013. Рух лінії М9 відкрито 29 травня 2021. 
Розташована на півдні Башакшехіра під бульваром Бедреттін-Далан.
Конструкція — Колонна станція мілкого закладення з двома острівними платформами та чотирма коліями.
Пересадки
- Автобуси: 31Y, 82S, MK31
- Маршрутки: Ширіневлер — Каяшехір

| Попередня станція | Лінія | Лінія                           | Лінія | Наступна станція                   |
| ----------------- | ----- | ------------------------------- | ----- | ---------------------------------- |
| İSTOÇ до Кіразли  |       | M3 (Стамбульський метрополітен) |       | Тургут Озал до Метрокент           |
| MASKO до Бахаріє  |       | M9 (Стамбульський метрополітен) |       | Зія Гьокальп-махаллесі до Олімпіят |